# Správní obvod obce s rozšířenou působností Nymburk
Správní obvod obce s rozšířenou působností Nymburk je od 1. ledna 2003 jedním ze tří správních obvodů rozšířené působnosti obcí v okrese Nymburk ve Středočeském kraji. Čítá 39 obcí.
Města Nymburk a Sadská jsou obcemi s pověřeným obecním úřadem.

## Seznam obcí
Poznámka: Města jsou vyznačena tučně, městyse kurzívou.
- Bobnice
- Budiměřice
- Čilec
- Dvory
- Hořany
- Hořátev
- Hradištko
- Hrubý Jeseník
- Chleby
- Chrást
- Jíkev
- Jizbice
- Kamenné Zboží
- Kostelní Lhota
- Kostomlátky
- Kostomlaty nad Labem
- Košík
- Kovanice
- Krchleby
- Křinec
- Loučeň
- Mcely
- Milčice
- Netřebice
- Nový Dvůr
- Nymburk
- Oskořínek
- Písty
- Rožďalovice
- Sadská
- Seletice
- Straky
- Třebestovice
- Velenka
- Vestec
- Všechlapy
- Zbožíčko
- Zvěřínek
- Žitovlice

## Obyvatelstvo
| Rok  | Obyv.  | ± %     |
| ---- | ------ | ------- |
| 1869 | 32 014 | —       |
| 1880 | 37 609 | +17,5 % |
| 1890 | 39 433 | +4,8 %  |
| 1900 | 39 861 | +1,1 %  |
| 1910 | 42 733 | +7,2 %  |

| Rok  | Obyv.  | ± %     |
| ---- | ------ | ------- |
| 1921 | 44 106 | +3,2 %  |
| 1930 | 44 745 | +1,4 %  |
| 1950 | 39 609 | −11,5 % |
| 1961 | 40 416 | +2 %    |
| 1970 | 38 762 | −4,1 %  |

| Rok  | Obyv.  | ± %    |
| ---- | ------ | ------ |
| 1980 | 38 382 | −1 %   |
| 1991 | 37 062 | −3,4 % |
| 2001 | 36 414 | −1,7 % |
| 2011 | 38 841 | +6,7 % |
| 2021 | 40 388 | +4 %   |